# Fraccionamiento Rancho Soria
Fraccionamiento Rancho Soria är en ort i Mexiko.   Den ligger i kommunen Comonfort och delstaten Guanajuato, i den centrala delen av landet, 220 km nordväst om huvudstaden Mexico City. Fraccionamiento Rancho Soria ligger 1 804 meter över havet och antalet invånare är 239.
Terrängen runt Fraccionamiento Rancho Soria är kuperad åt nordost, men åt sydväst är den platt. Runt Fraccionamiento Rancho Soria är det tätbefolkat, med 790 invånare per kvadratkilometer. Närmaste större samhälle är Celaya, 17,0 km söder om Fraccionamiento Rancho Soria. Omgivningarna runt Fraccionamiento Rancho Soria är en mosaik av jordbruksmark och naturlig växtlighet.